# Laminacauda tucumani
Laminacauda tucumani är en spindelart som beskrevs av Alfred Frank Millidge 1991. Laminacauda tucumani ingår i släktet Laminacauda och familjen täckvävarspindlar. Inga underarter finns listade i Catalogue of Life.